# Xã Carryall, Quận Paulding, Ohio
Xã Carryall (tiếng Anh: Carryall Township) là một xã thuộc quận Paulding, tiểu bang Ohio, Hoa Kỳ. Năm 2010, dân số của xã này là 2.980 người.